# Johannes Krahn

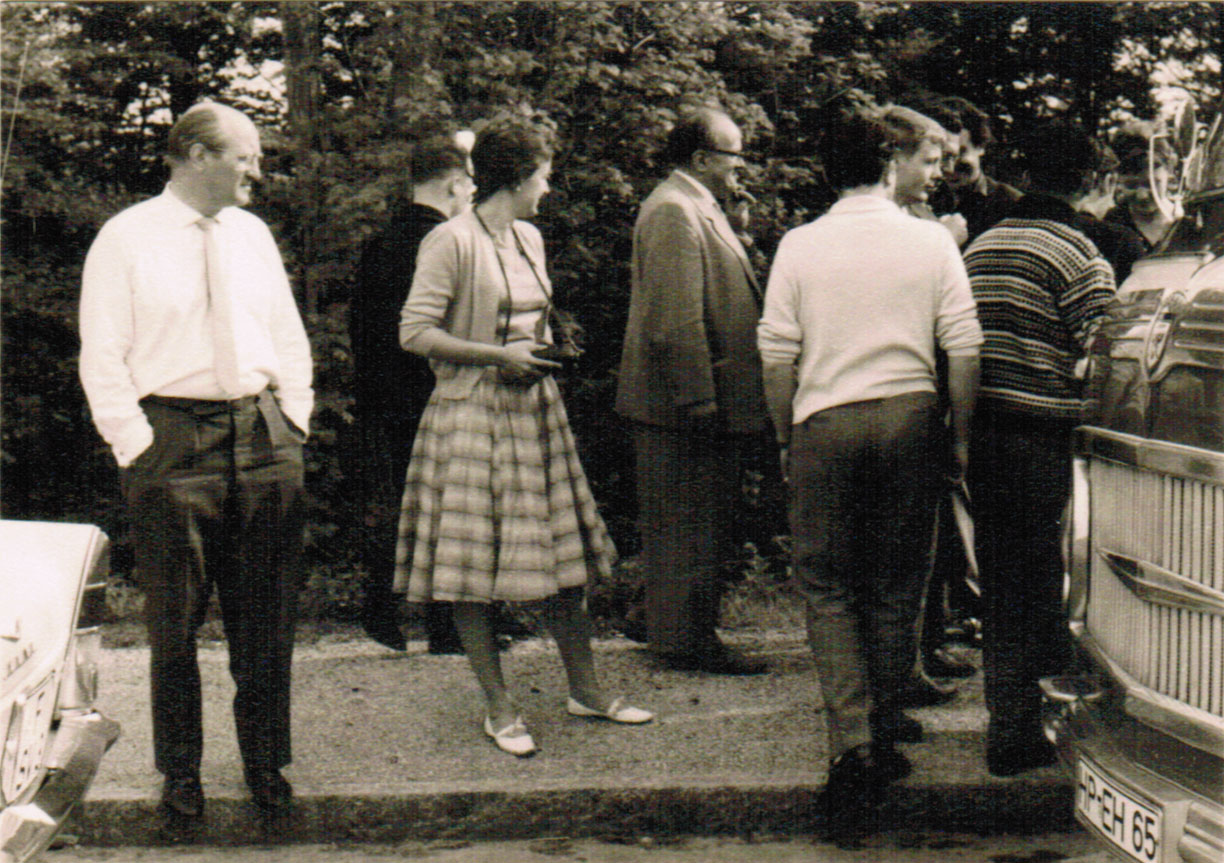
Johannes Krahn (links) und ein nicht identifizierter Professorenkollege mit Studenten auf einer Studienfahrt der Städelschule in den 1950er Jahren.

Johannes Krahn (* 17. Mai 1908 in Mainz; † 17. Oktober 1974 in Orselina, Kanton Tessin, Schweiz) war ein deutscher Architekt und Hochschullehrer.

## Leben
Johannes Krahn absolvierte sein Studium der Architektur in den Jahren 1923 bis 1929 an den Technischen Lehranstalten Offenbach, an der Kunstgewerbeschule Aachen und den Kölner Werkschulen, wo er Meisterschüler von Dominikus Böhm war. Böhm hatte ihn für das Thema Kirchenbau interessieren können.
Für seine weitere berufliche Laufbahn war die Begegnung mit dem Offenbacher Architekten Rudolf Schwarz wichtig, bei dem er zwischen 1928 und 1940 als Mitarbeiter tätig war. Seinen Abschluss als Bauingenieur machte er an der RWTH Aachen bei Hans Karlinger. Zwischen 1940 und 1945 war Krahn in leitender Position im Architekturbüro von Herbert Rimpl in Berlin tätig. Maßgeblich war auch sein Wirken an der von Schwarz geleiteten Kunstgewerbeschule Aachen. Seit 1954 hatte er eine Professur für Architektur an der Frankfurter Städelschule inne.
Johannes Krahn starb am 17. Oktober 1974 während eines Ferienaufenthalts im schweizerischen Orselina.

## Bauten (Auswahl)
- Fronleichnamskirche Aachen (1930; als Mitarbeiter von Rudolf Schwarz)
- Wiederaufbau der Frankfurter Paulskirche (1947; als Mitarbeiter von Rudolf Schwarz)
- Französische Botschaft, Bad Godesberg (1950/52)
- Wiederaufbau des Städelschen Kunstinstituts, Frankfurt (1953)
- Bienenkorbhaus, Frankfurt (1954)
- Hauptverwaltung der Frankfurter Sparkasse (1955/1956)
- katholische Pfarrkirche St. Wendel, Frankfurt (1956)
- Haus der Katholischen Volksbildung (mit Kapelle), Frankfurt (1965)
- katholische Pfarrkirche St. Sebastian, Frankfurt (1966)
- katholische Pfarrkirche St. Martin, Idstein (1965)[1]
- katholisches Studentenwohnheim Friedrich Dessauer in Frankfurt-Hausen (1966)
- Familienferiendorf Hübingen (1966)
- BfG-Hochhaus (heute Eurotower), Frankfurt (1971; zusammen mit Richard Heil)
- City-Haus I, Frankfurt (1971; zusammen mit Richard Heil), im Volksmund Selmi-Hochhaus genannt.
- katholische Pfarrkirche St. Aegidius, Bonn-Buschdorf, Entwurf (1974), Ausführung durch Krahn-Lorenz-Sauer, Frankfurt am Main (1978 bis 1980)

## Galerie

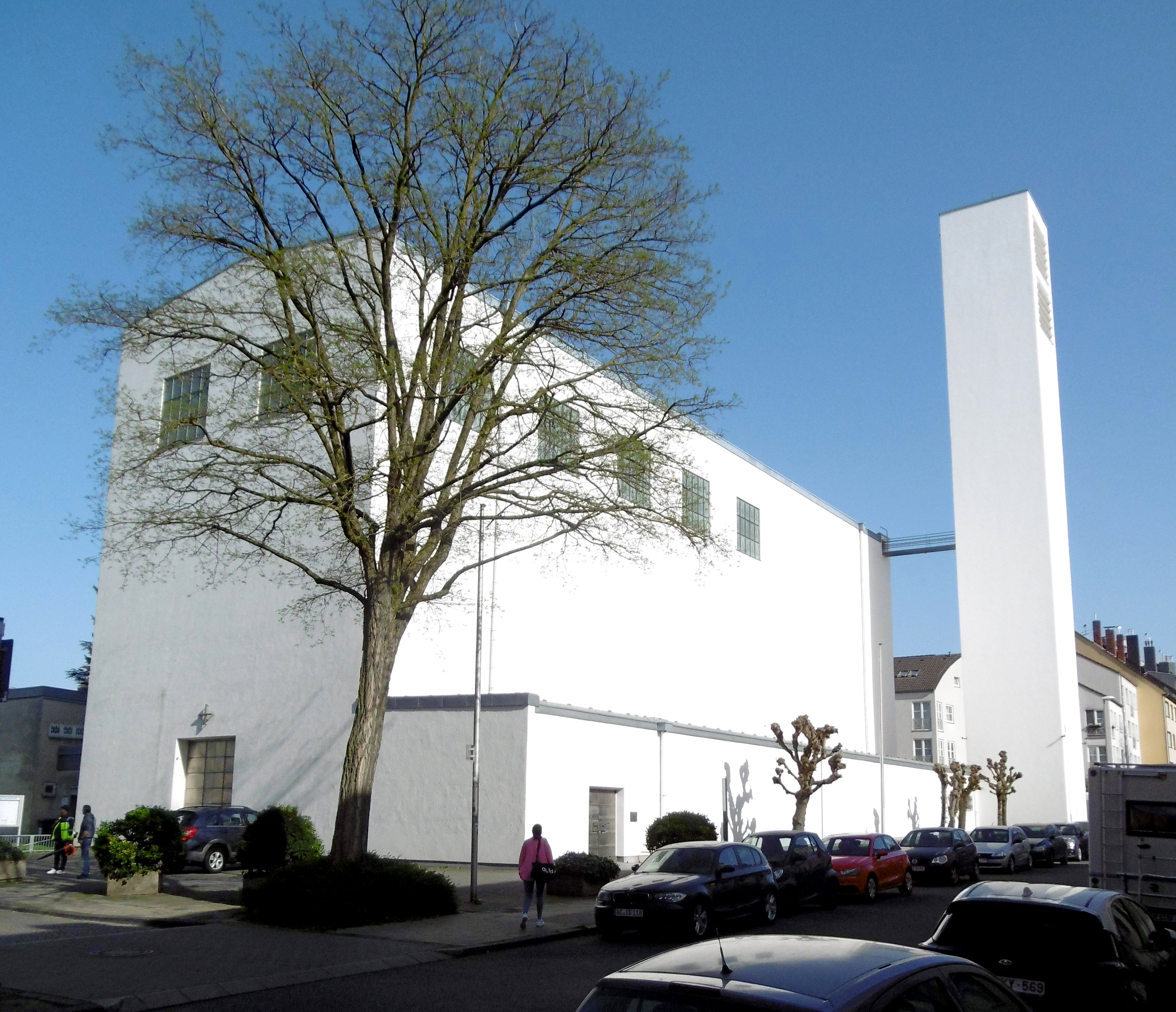
Fronleichnamskirche in Aachen (1930)
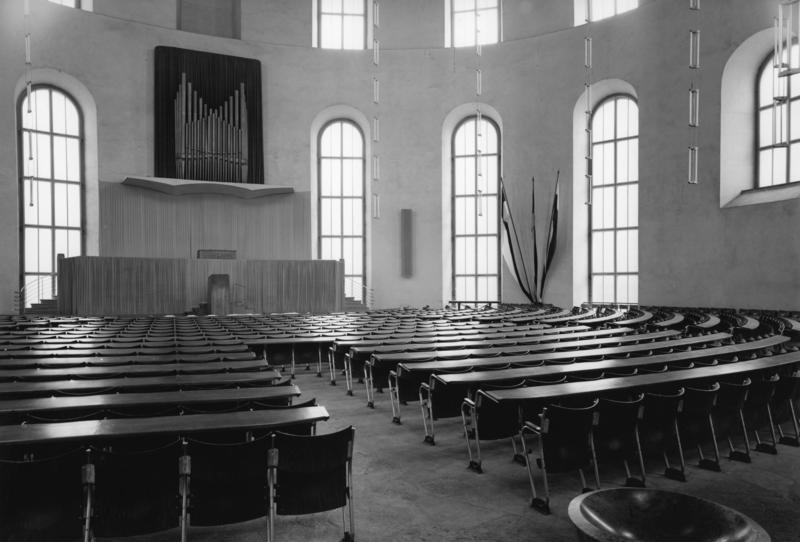
Paulskirche in Frankfurt am Main (Wiederaufbau 1948)
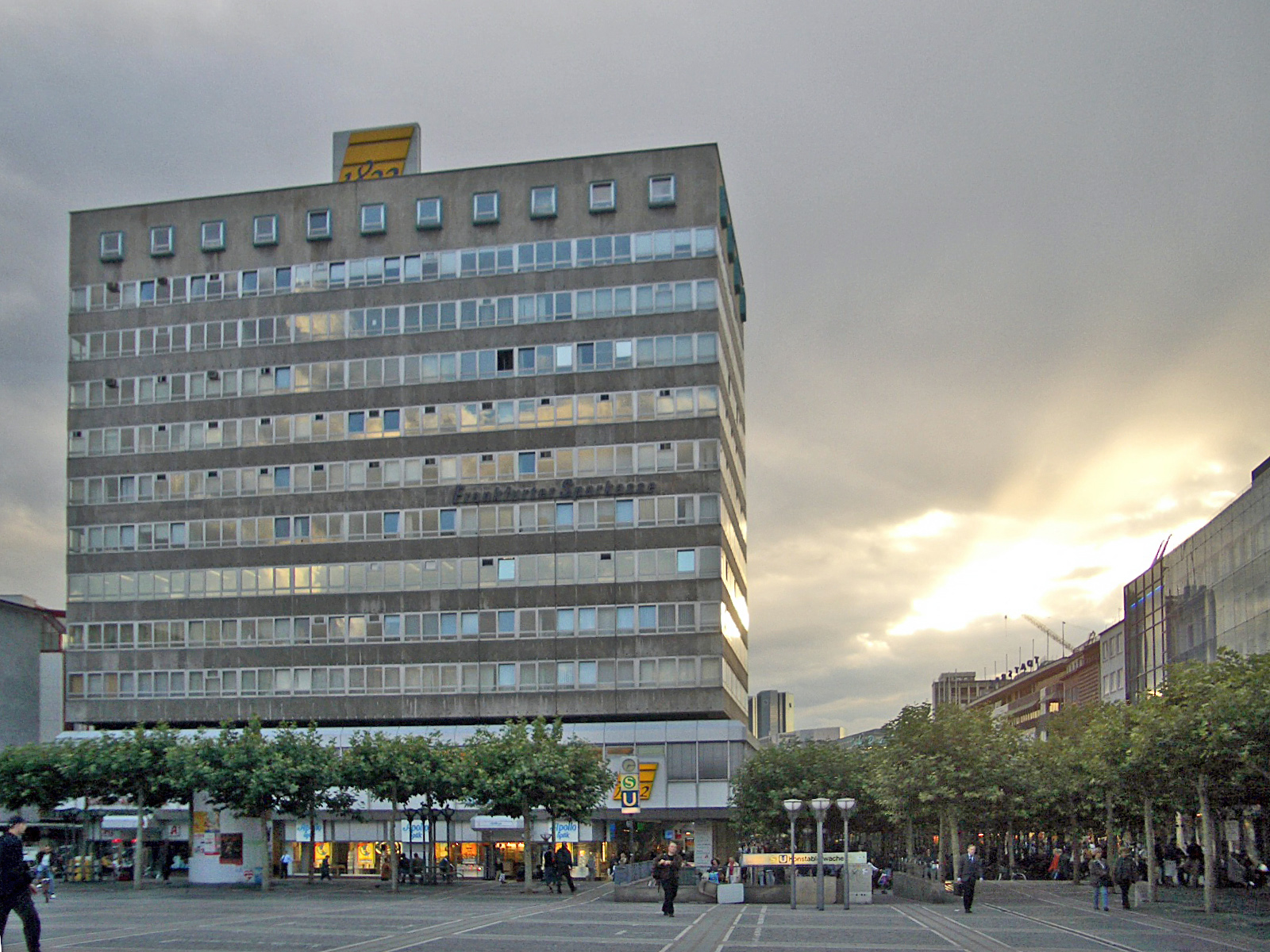
Bienenkorbhaus, Frankfurt am Main (1954)
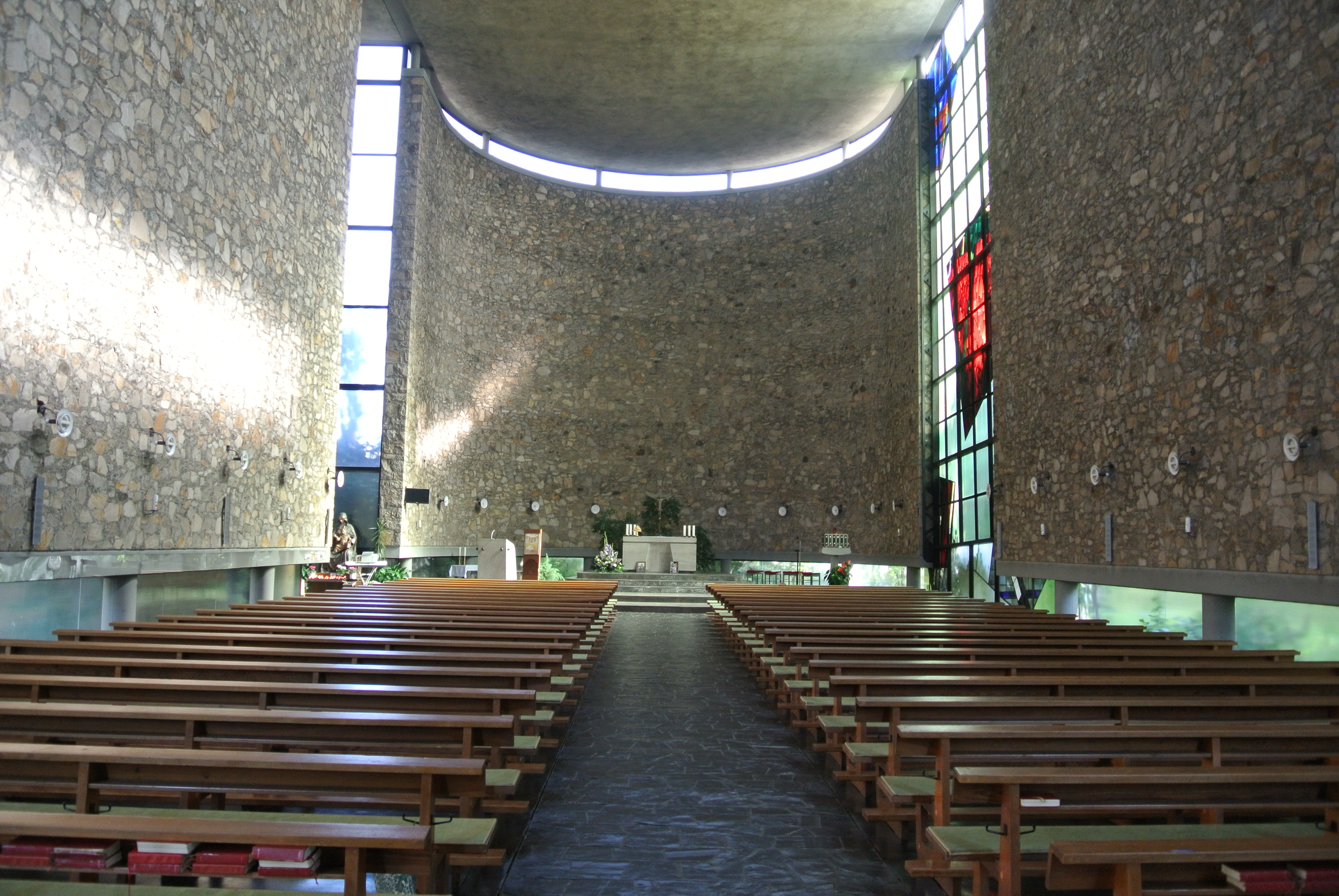
St. Wendel, Frankfurt am Main (1957)
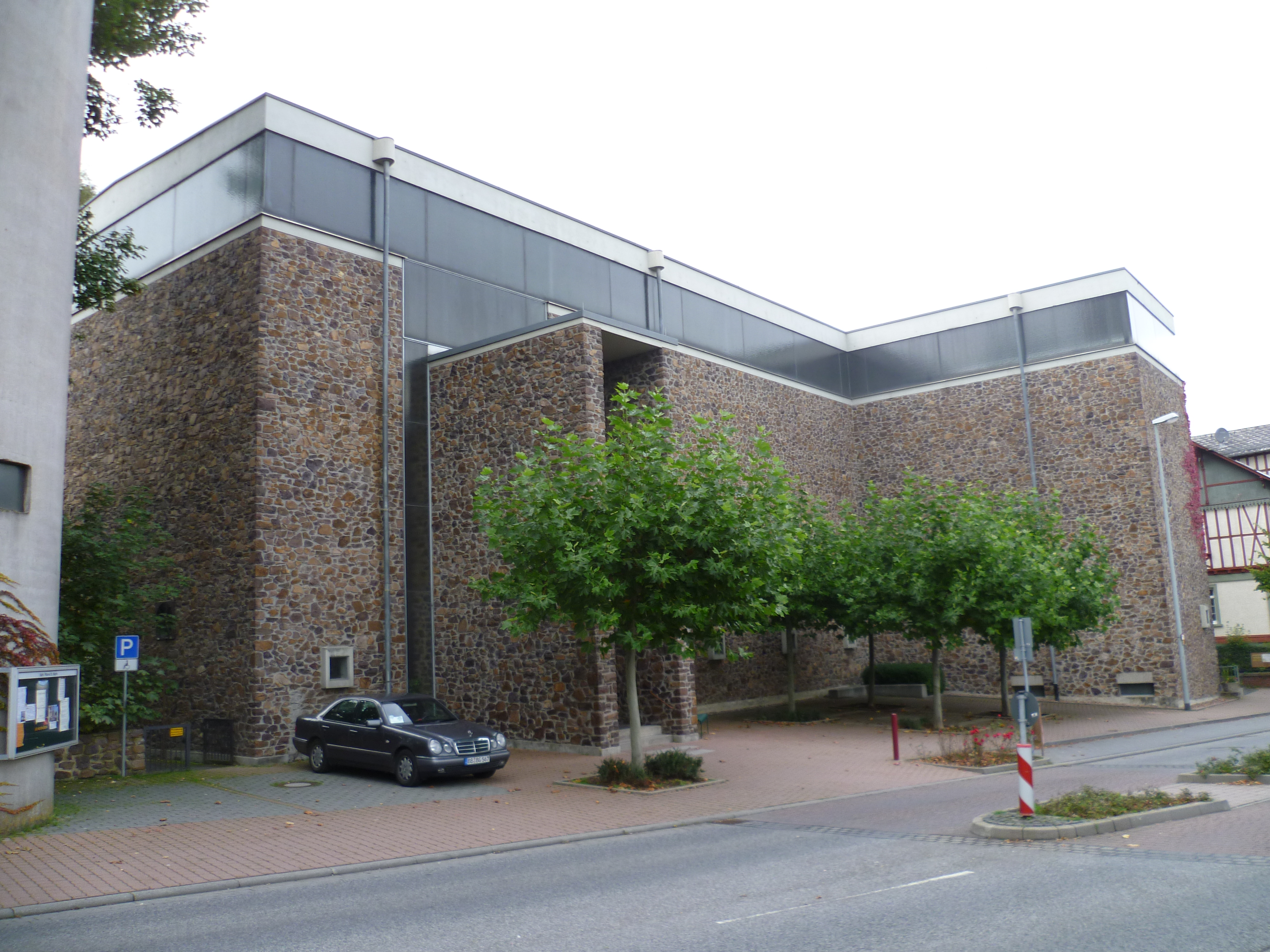
St. Martin, Idstein (1965)
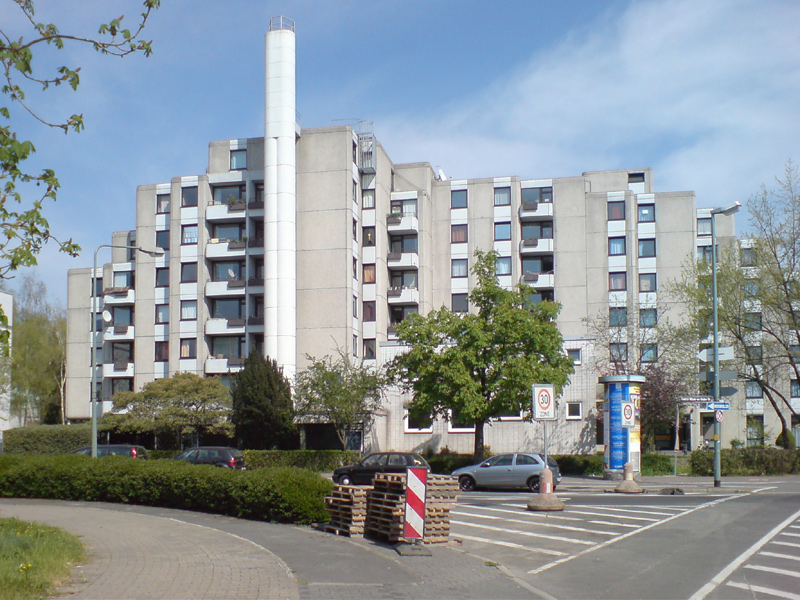
Friedrich-Dessauer-Studentenwohnheim in Frankfurt-Hausen (1966)
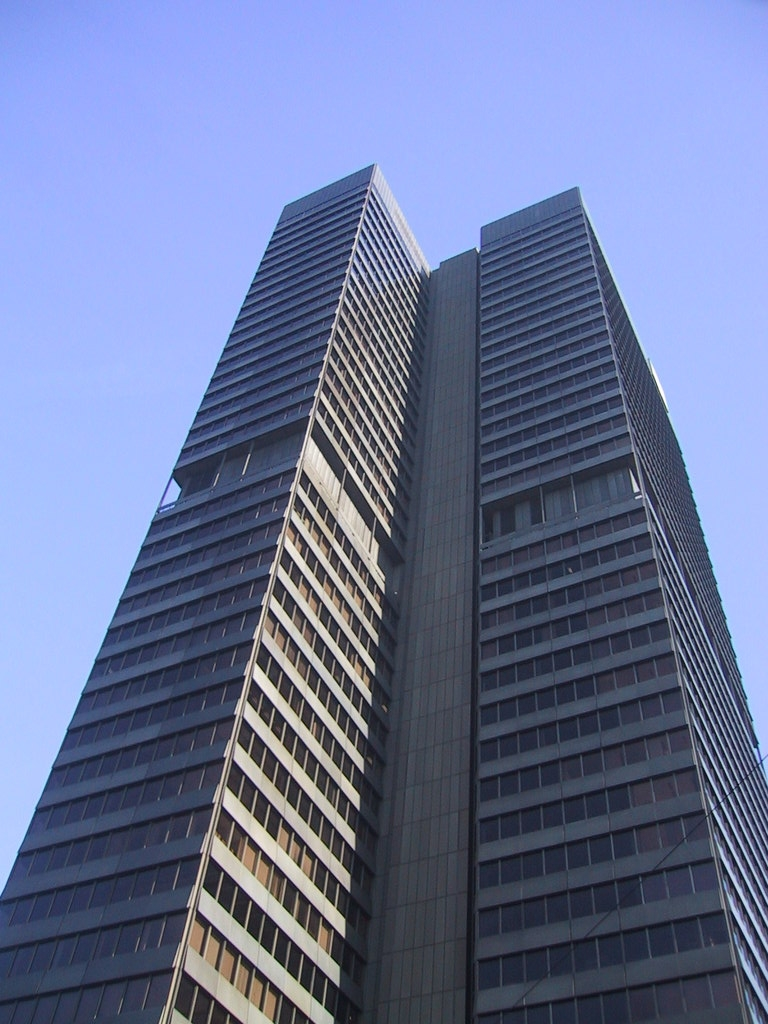
City-Haus I, Frankfurt am Main (alte Fassade) (1973)
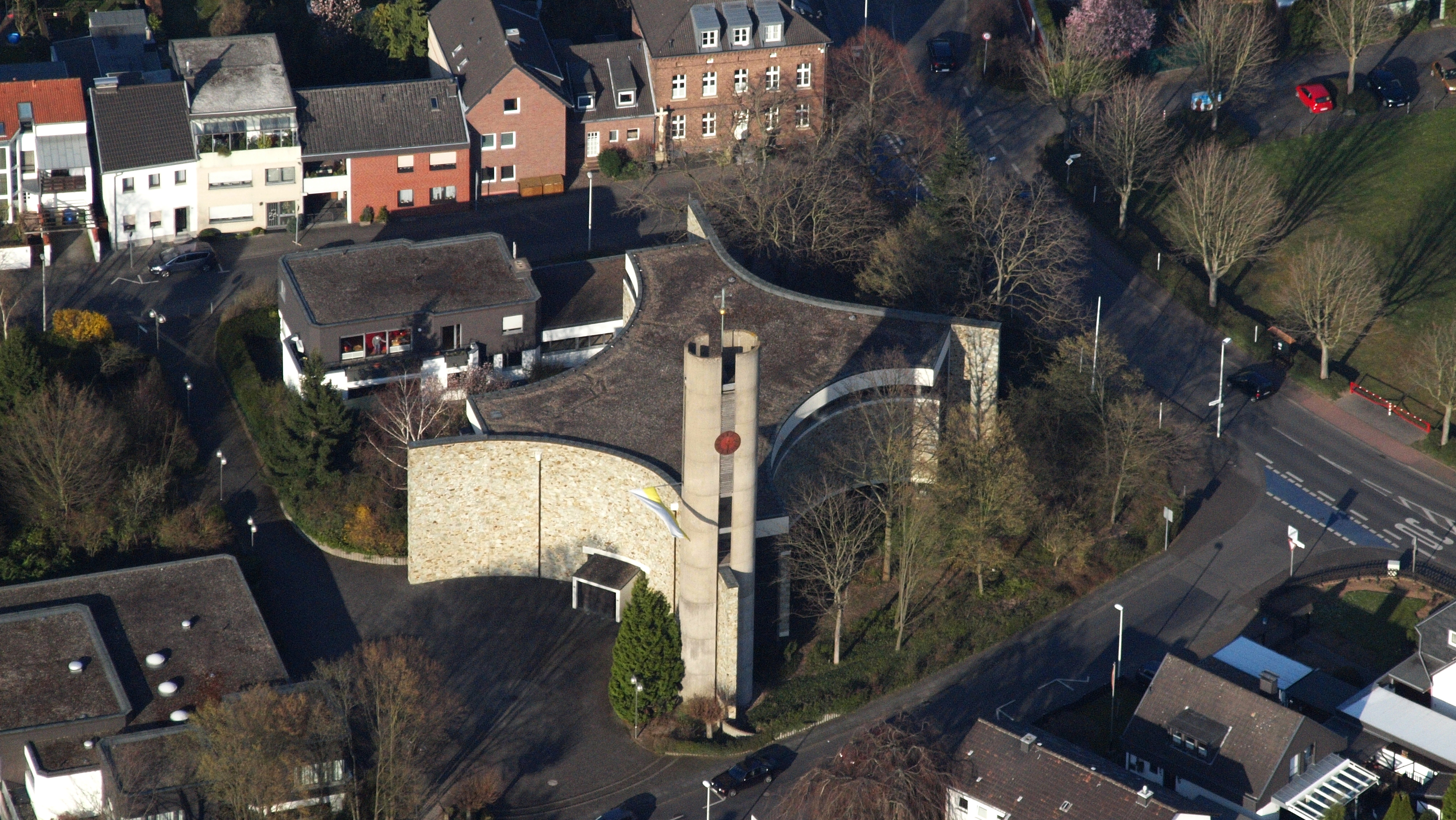
Buschdorf (Bonn), St. Aegidiuskirche

## Auszeichnungen
Im November 1954 wurde eine Tankstelle in Frankfurt am Main, Rheingau-Allee 33, von einer Jury, die vom Bund Deutscher Architekten und dem Hessischen Minister der Finanzen einberufen war, als „vorbildlicher Bau im Lande Hessen“ ausgezeichnet. Der Jury gehörten folgende Architekten an: Werner Hebebrand, Konrad Rühl, Sep Ruf und Ernst Zinsser.